# Víctor Gómez Perea
Víctor Gómez Perea (Olesa de Montserrat, 1º aprile 2000) è un calciatore spagnolo, difensore del Braga.

## Caratteristiche tecniche
È un terzino destro.

## Carriera
Cresciuto nel settore giovanile dello Espanyol, ha esordito in prima squadra il 20 ottobre 2019 disputando l'incontro di Primera División perso 1-0 contro il Villarreal.

## Statistiche

### Presenze e reti nei club
Statistiche aggiornate all'8 gennaio 2025.
| Stagione          | Squadra           | Campionato        | Campionato | Campionato | Coppe nazionali | Coppe nazionali | Coppe nazionali | Coppe continentali | Coppe continentali | Coppe continentali | Altre coppe | Altre coppe | Altre coppe | Totale | Totale | Totale |
| Stagione          | Squadra           | Comp              | Pres       | Reti       | Comp            | Pres            | Reti            | Comp               | Pres               | Reti               | Comp        | Pres        | Reti        | Pres   | Reti   |        |
| ----------------- | ----------------- | ----------------- | ---------- | ---------- | --------------- | --------------- | --------------- | ------------------ | ------------------ | ------------------ | ----------- | ----------- | ----------- | ------ | ------ | ------ |
| 2016-2017         | Espanyol B        | SDB               | 4          | 0          | -               | -               | -               | -                  | -                  | -                  | -           | -           | -           | 4      | 0      |        |
| 2017-2018         | Espanyol B        | TD                | 30         | 1          | -               | -               | -               | -                  | -                  | -                  | -           | -           | -           | 30     | 1      |        |
| 2018-2019         | Espanyol B        | SDB               | 34         | 1          | -               | -               | -               | -                  | -                  | -                  | -           | -           | -           | 34     | 1      |        |
| 2019-2020         | Espanyol B        | SDB               | 7          | 1          | -               | -               | -               | -                  | -                  | -                  | -           | -           | -           | 7      | 1      |        |
| Totale Espanyol B | Totale Espanyol B | Totale Espanyol B | 75         | 3          |                 | -               | -               |                    | -                  | -                  |             | -           | -           | 75     | 3      |        |
| 2019-2020         | Espanyol          | PD                | 18         | 0          | CR              | 1               | 0               | UEL                | 2                  | 0                  | -           | -           | -           | 21     | 0      |        |
| 2020-2021         | Mirandés          | SD                | 38         | 1          | CR              | -               | -               | -                  | -                  | -                  | -           | -           | -           | 38     | 1      |        |
| ago. 2021         | Espanyol          | PD                | 1          | 0          | CR              | -               | -               | -                  | -                  | -                  | -           | -           | -           | 1      | 0      |        |
| Totale Espanyol   | Totale Espanyol   | Totale Espanyol   | 19         | 0          |                 | 1               | 0               |                    | 2                  | 0                  |             | -           | -           | 22     | 0      |        |
| 2021-2022         | Malaga            | SD                | 35         | 0          | CR              | 1               | 0               | -                  | -                  | -                  | -           | -           | -           | 36     | 0      |        |
| 2022-2023         | Braga             | PL                | 26         | 0          | CP+CdL          | 6+4             | 0+0             | UEL+UECL           | 2+1                | 0+0                | -           | -           | -           | 39     | 0      |        |
| 2023-2024         | Braga             | PL                | 30         | 0          | CP+CdL          | 2+3             | 0+0             | UCL+UEL            | 8+2                | 0+0                | -           | -           | -           | 45     | 0      |        |
| 2024-2025         | Braga             | PL                | 12         | 0          | CP+CdL          | 0+2             | 0+0             | UEL                | 10                 | 0                  | -           | -           | -           | 24     | 0      |        |
| Totale Braga      | Totale Braga      | Totale Braga      | 68         | 0          |                 | 17              | 0               |                    | 23                 | 0                  |             | -           | -           | 108    | 0      |        |
| Totale carriera   | Totale carriera   | Totale carriera   | 235        | 4          |                 | 19              | 0               |                    | 25                 | 0                  |             | -           | -           | 279    | 4      |        |

## Palmarès

### Club

#### Competizioni nazionali
- Coppa di Lega portoghese: 1

Braga: 2023-2024

### Nazionale
- Campionato d'Europa Under-17: 1

Croazia 2017
- Giochi del Mediterraneo: 1

 Tarragona 2018
- Campionato d'Europa Under-19: 1

Armenia 2019